# 모르간 데 산크티스
모르간 데 산크티스(이탈리아어: Morgan De Sanctis, 1977년 3월 26일, 구아르디아그렐레 ~ )는 이탈리아의 전 축구 선수로, 포지션은 골키퍼이다.